# Алюминиевые мосты
Алюми́ниевые мосты́ — мосты, основным конструкционным компонентом которых является алюминий.

## История
- 1933 год — Первый алюминиевый настил моста был установлен в американском (США)  Питсбурге (Pittsburgh).
- 1946 год — Первый полностью алюминиевый мост был построен вблизи города Массена (Massena) в американском штате Нью-Йорк.
  - Этот железнодорожный мост первоначально был построен как двухколейный стальной мост.
  - В 1946 году пролёт длиной 30,5 м был заменён на клёпаную пластинчато-балочную алюминиевую конструкцию из сплава 2014.
  - Эта железная дорога не была магистральной: она служила для местного завода по выплавке алюминия.
- 1946—1963 годы — в этот период в Северной Америке было построено 9 мостов[какие?];
  - 8[какие?] из них ещё[когда?] стоят.

### Алюминиевые мосты в Европе
- В Европе первый алюминиевый мост датируется 1949 годом (Сатерленд (Sutherland), Великобритания).
- 1949—1986 годы — было построено ещё 35 мостов;
  - большинство из них: между 1950 и 1970 годами.
- В Нидерландах:
  - 1955 год — первый алюминиевый мост был сооружён в Амстердаме
  - 1961 год — ещё один был сооружён вблизи города Анна-Полона (Anna Paulowna).
  - Кроме того, на двух мостах старый настил был заменён на алюминиевый:
    - 1958 год — один в Амстердаме и
    - 1985 год — один в Роттердаме.

### Упадок
- 1970—1995 года — по всей планете за этот период было построено всего лишь несколько алюминиевых мостов.

### 1995 год
В 1995 году в мире возродился интерес к алюминиевым мостам: в Соединенных Штатах, а также в Европе и Японии, были предприняты новые инициативы по разработке и продвижению конструкций алюминиевых мостов.
В Европе (в частности, в Норвегии и Швеции), было установлено около 80 алюминиевых настилов мостов, которые заменили старые деревянные или бетонные (железобетонные) настилы.

## Характеристики

### Достоинства
- Вес — ниже.
  - Транспортные расходы — ниже.
- Стоимость — ниже.
- Долговечность — выше.
- Морозостойкость — высокая.
- Устойчивость к коррозии — выше.

### Недостатки
1. Низкий модуль упругости алюминия:
  1. повышенные прогибы,
  2. увеличение риска вибрации и
  3. склонность к потере устойчивости.
2. Склонность к усталостным разрушениям:
  1. переменные нагрузки имеют более высокие значения по сравнению с постоянными нагрузками;
  2. усталостная прочность алюминия примерно в два раза ниже, чем у стали.
3. Риск гальванической коррозии при прямом контакте между алюминием и сталью.

## Некоторые алюминиевые мосты
- Коломенский мост
- Мост Арвида